# Glossosoma dulkejti
Glossosoma dulkejti là một loài Trichoptera trong họ Glossosomatidae. Chúng phân bố ở miền Cổ bắc.